# Çağla Şimşek
Çağla Şimşek (Çekmeköy, 1º agosto 2002) è un'attrice turca.

## Biografia
Çağla Şimşek è nata il 1º agosto 2002 nel distretto di Çekmeköy, in provincia di Istanbul (Turchia), da madre originaria di Gümüşhane e da padre originario di Samsun.

## Carriera
Çağla Şimşek nel 2007, all'età di cinque anni, dopo che ha fatto il suo debutto televisivo come attrice bambina con il ruolo di Naz nella serie televisiva in onda su Kanal D Elveda Derken, è stata notata dall'attore Osman Yağmurdereli. Dopo aver conseguito il diploma presso il liceo privato Uğur Anadolu, ha deciso di iscriversi presso la facoltà di psicologia del dipartimento di sociologia dell'Arel University.
Nel 2008 ha interpretato il ruolo di Merve nella serie in onda su TRT 1 Kırmızı Işık. Nel 2008 e nel 2009 è entrata a far parte del cast della serie in onda su Kanal D Kayıp Prenses, nel ruolo di Duru. Nel 2010 ha ricoperto il ruolo di una principessa nel cortometraggio Kayıp Prenses diretto da Hakan Suay Ada. Nello stesso anno ha preso parte al cast della serie in onda su Kanal D Cuma'ya Kalsa, nel ruolo di Çağla. Nel medesimo anno ha recitato nei film Nisvan - Tarihe Adını Yazdıran Kadınlar (nel ruolo di Fatma Aliye Hanım da piccola) diretto da Hüsamettin Ünlüoğlu e in Vay Arkadaş (nel ruolo di Nil da piccola) diretto da Kemal Uzun.
Dal 2011 al 2013 è stata scelta per interpretare il ruolo di Lavin Bakırcı nella serie in onda su ATV Hayat Devam Ediyor. Dal 2013 al 2015 ha interpretato il ruolo della protagonista Zehra Kara Kirman nella serie in onda su Samanyolu TV Küçük Gelin. Nel 2014 per quest'ultima interpretazione ha vinto il premio Medya Etik Ödülleri come Miglior attrice protagonista. Nello stesso anno ha ricoperto il ruolo di Fatma nel film televisivo in onda su Kanal 7 Çesme diretto da Oguzhan Akçay.
Nel 2017 e nel 2018 è stata scelta per interpretare il ruolo di Reyhan nella serie in onda su Kanal 7 Elif. Nel 2019 ha ricoperto il ruolo di Şirin nel film Ferhat ile Şirin: Ölümsüz Aşk diretto da Murat Kuscu. Nel 2021 è stata inclusa nel cast della serie in onda su ATV Kardeşlerim, in cui ha interpretato il ruolo di Ayşe Kaya. Nello stesso anno per quest'ultima interpretazione ha vinto il premio Gelişen Türkiye Ödülleri come Miglior attore femminile dell'anno in una serie televisiva rivoluzionaria.
Nel 2021 e nel 2022 ha interpretato il ruolo di Seher Çetin / Melek Bozdağlı nella serie in onda su Fox Elkızı, insieme agli attori Sevda Erginci, Perihan Savaş e İsmail Ege Şaşmaz. Nel 2022 è stata scritturata per interpretare il ruolo di Hazal Küçük nella serie in onda su Fox Tozluyaka, insieme agli attori Dolunay Soysert, Emre Kınay, Tayanç Ayaydın e Begüm Birgören. Per quest'ultima interpretazione nel 2022 ha vinto il premio Başarı ve Kariyer Ödül Töreni come Miglior attrice rivoluzionaria dell'anno e nel 2023 è stata nominata ai Turkey Youth Awards come Miglior attrice televisiva non protagonista. Nel 2024 ha ottenuto il ruolo di Sema nella serie in onda su Kanal D Güzel Atlar Diyarı.

## Filmografia

### Cinema
- Nisvan - Tarihe Adını Yazdıran Kadınlar, regia di Hüsamettin Ünlüoğlu (2010)
- Vay Arkadaş, regia di Kemal Uzun (2010)
- Ferhat ile Şirin: Ölümsüz Aşk, regia di Murat Kuscu (2019)

### Televisione
- Elveda Derken – serie TV, 51 episodi (Kanal D, 2007)
- Kırmızı Işık – serie TV (TRT 1, 2008)
- Kayıp Prenses – serie TV (Kanal D, 2008-2009)
- Cuma'ya Kalsa – serie TV, 12 episodi (Kanal D, 2010)
- Hayat Devam Ediyor – serie TV, 46 episodi (ATV, 2011-2013)
- Küçük Gelin – serie TV, 92 episodi (Samanyolu TV, 2013-2015)
- Çesme, regia di Oguzhan Akçay – film TV (Kanal 7, 2014)
- Elif – serie TV, 195 episodi (Kanal 7, 2017-2018)
- Kardeşlerim – serie TV, 18 episodi (ATV, 2021)
- Elkızı – serie TV, 13 episodi (Fox, 2021-2022)
- Tozluyaka – serie TV, 26 episodi (Fox, 2022)
- Güzel Atlar Diyarı – serie TV (Kanal D, 2024)

### Cortometraggi
- Kayıp Prenses, regia di Hakan Suay Ada (2010)

## Riconoscimenti
- Başarı ve Kariyer Ödül Töreni
  - 2022: Vincitrice come Miglior attrice rivoluzionaria dell'anno per la serie Tozluyaka[32][33]

- Gelişen Türkiye Ödülleri
  - 2021: Vincitrice come Miglior attore femminile dell'anno in una serie televisiva rivoluzionaria per Kardeşlerim[25]

- Medya Etik Ödülleri
  - 2014: Vincitrice come Miglior attrice protagonista per la serie Küçük Gelin[18]

- Turkey Youth Awards
  - 2023: Candidata come Miglior attrice televisiva non protagonista per la serie Tozluyaka